# Liste von Söhnen und Töchtern der Stadt Recife
Die Liste von Söhnen und Töchtern der Stadt Recife zählt Personen auf, die in der brasilianischen Metropole Recife, der Hauptstadt des Bundesstaates Pernambuco geboren wurden. Die Liste erhebt keinen Anspruch auf Vollständigkeit.

## 19. Jahrhundert

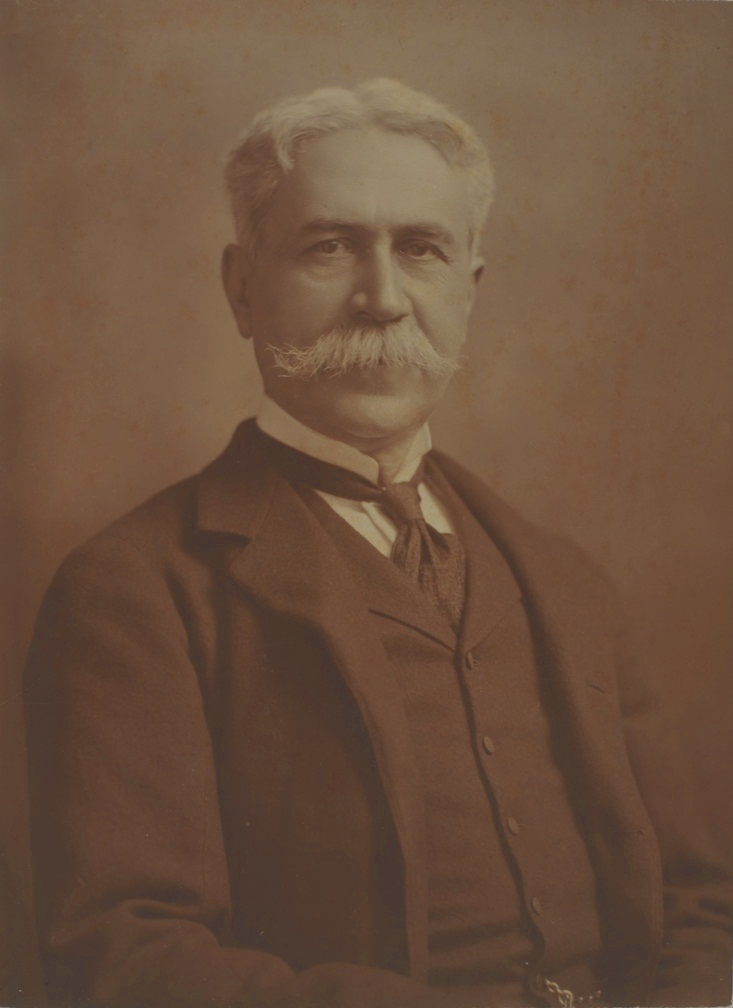
Joaquim Nabuco

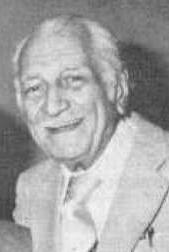
Gilberto Freyre

- Joaquim Nabuco (1849–1910), Politiker
- Izidoro Martins Júnior (1860–1904), Jurist und Lyriker
- Augusto Álvaro da Silva (1876–1968), Erzbischof von São Salvador da Bahia
- Manuel Bandeira (1886–1968), Schriftsteller und Dichter
- Gilberto Freyre (1900–1987), Soziologe

## 20. Jahrhundert

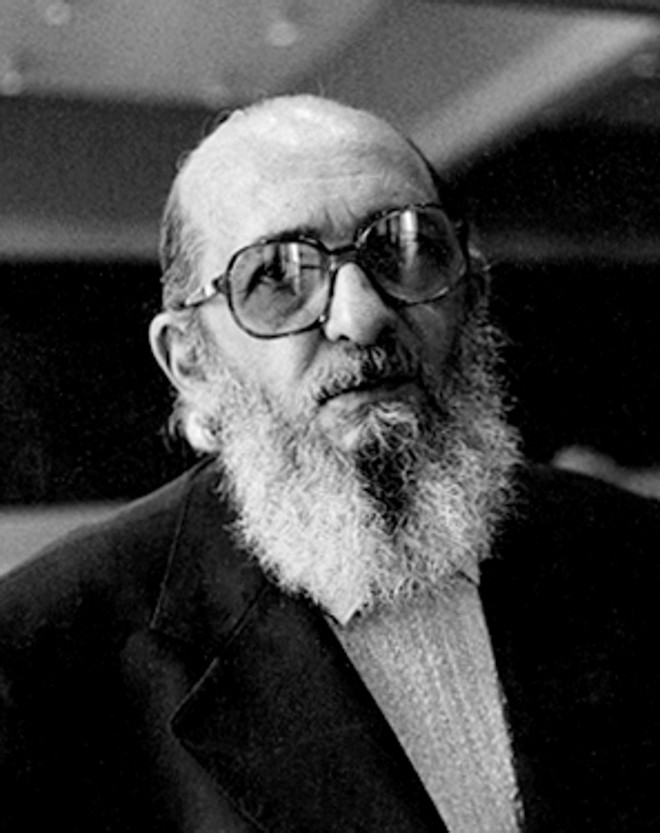
Paulo Freire

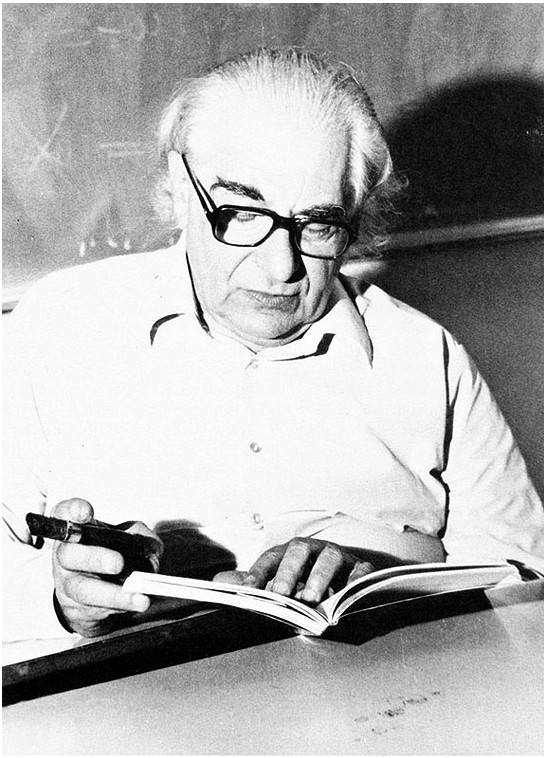
Mário Schenberg

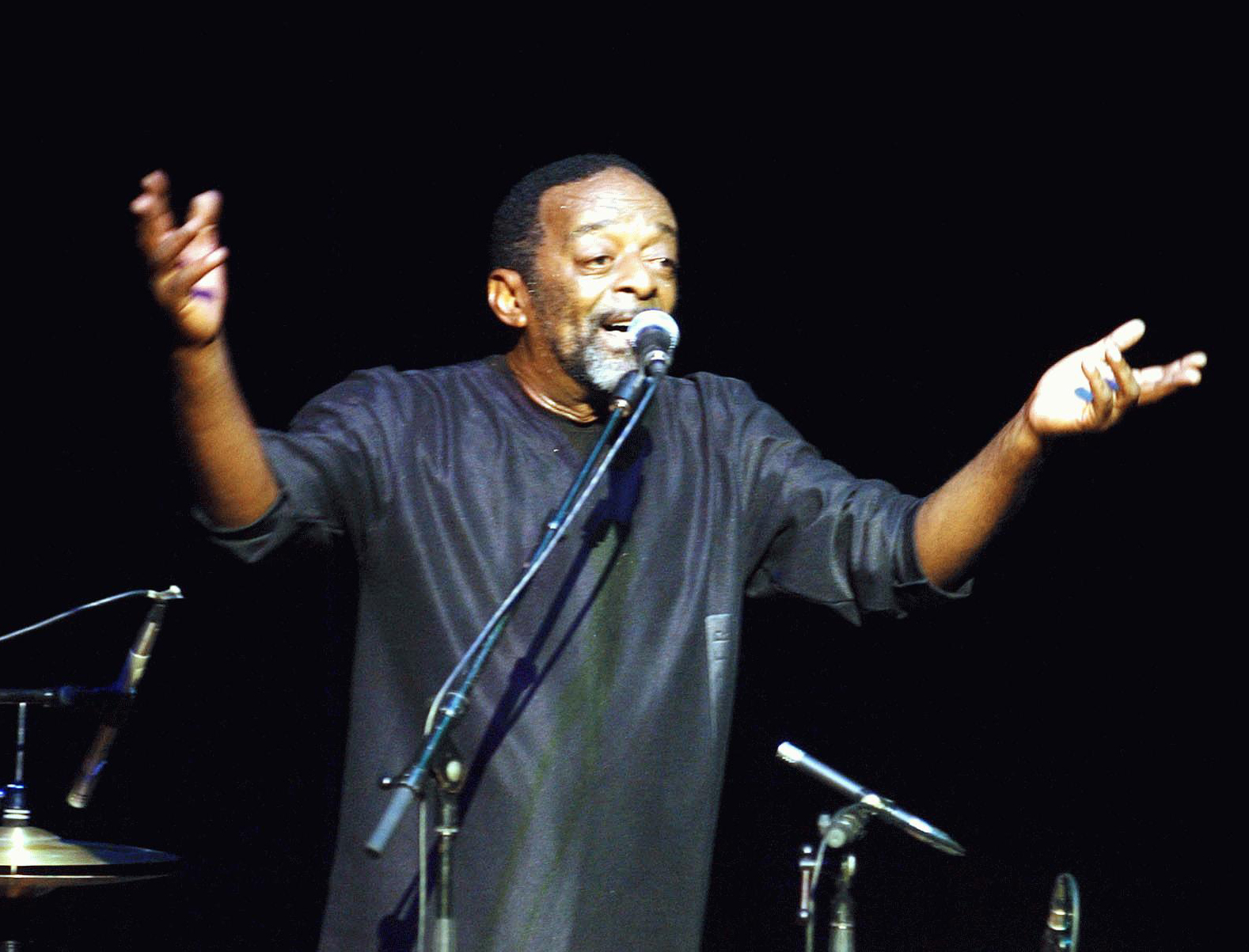
Naná Vasconcelos

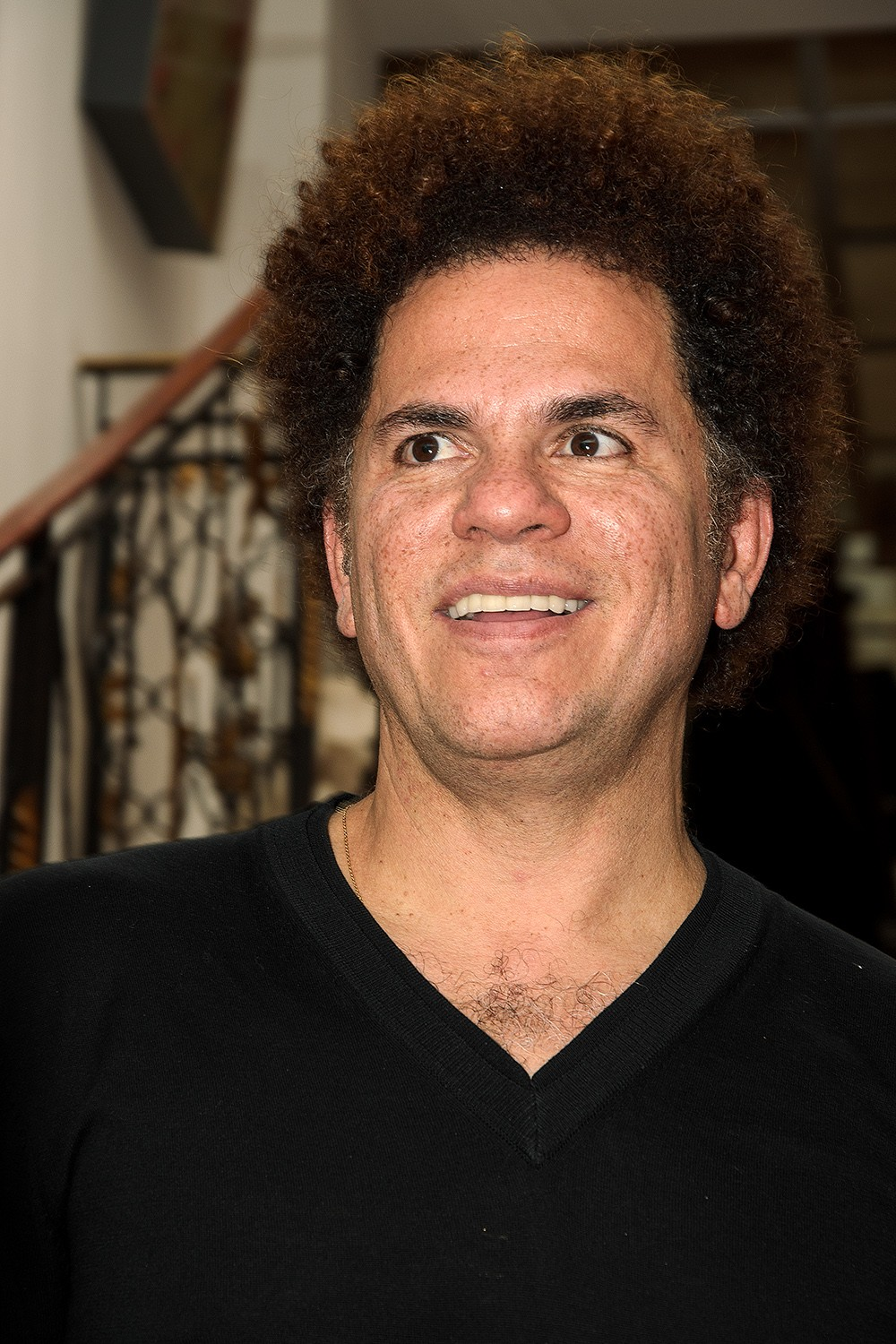
Romero Britto

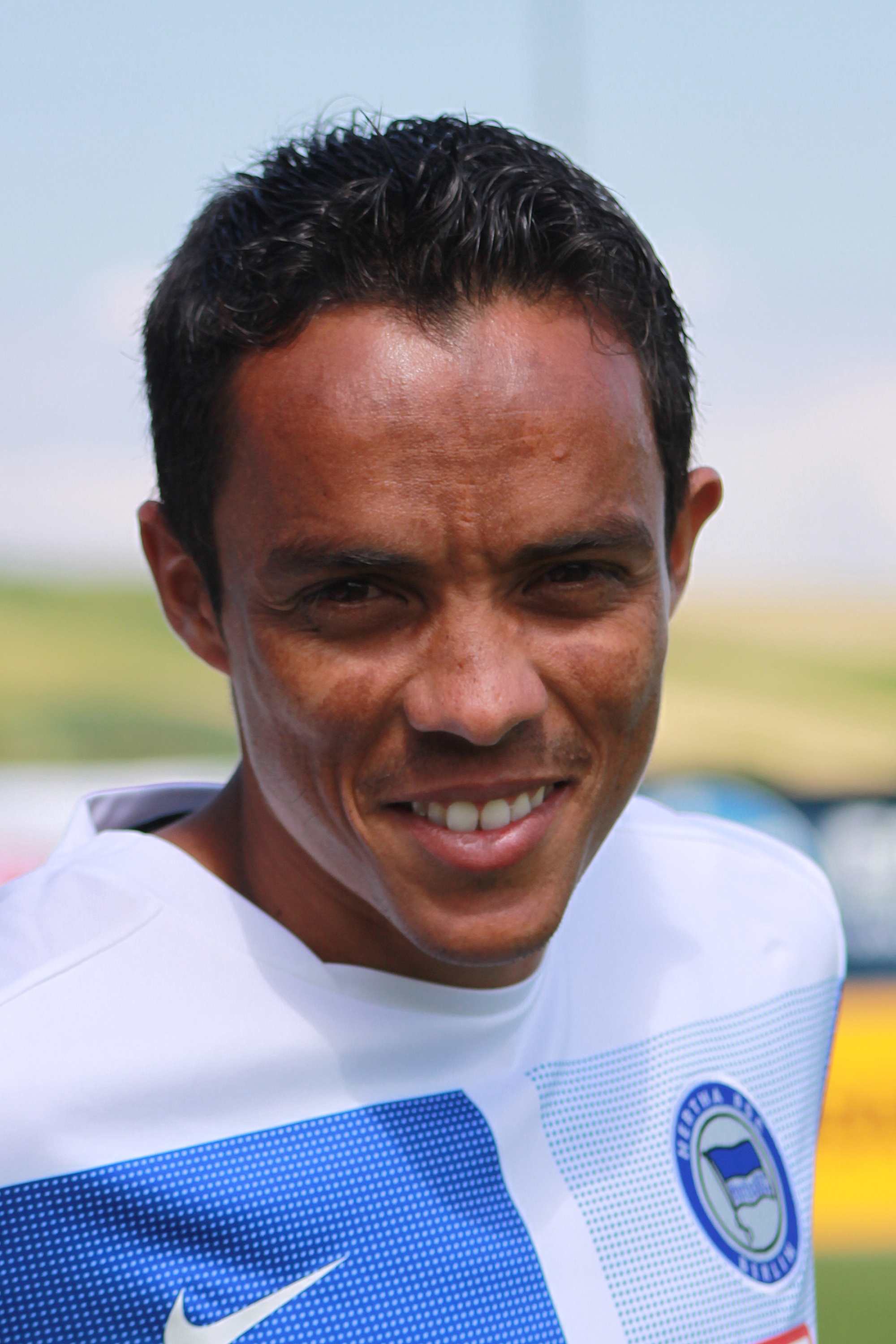
Lúcio

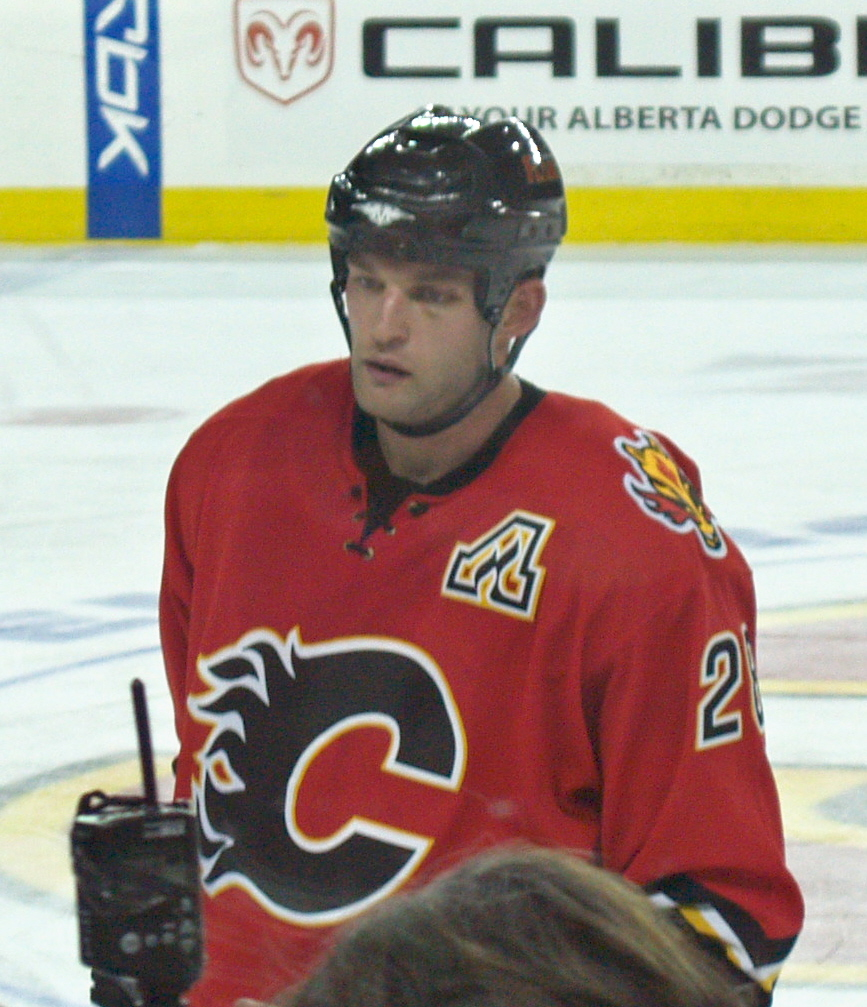
Robyn Regehr

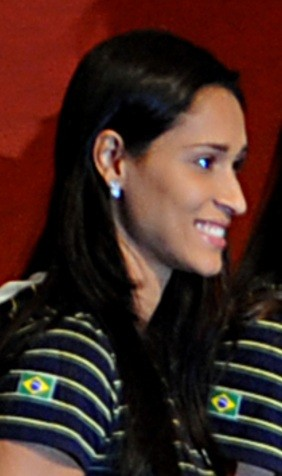
Jaqueline Carvalho

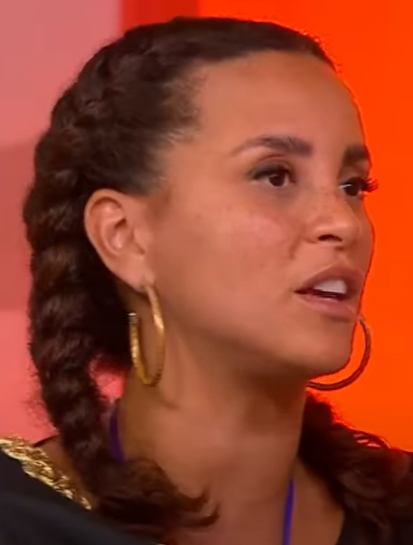
Domitila Barros

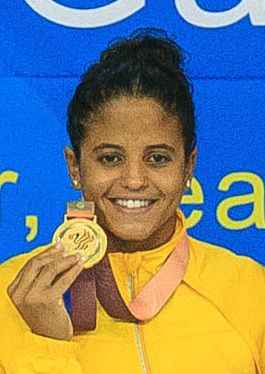
Etiene Medeiros

### 1901 bis 1940
- Jorge Kirchhofer Cabral (1903–1962), Diplomat
- Luperce Miranda (1904–1977), Mandolinist und Komponist
- Aguinaldo Boulitreau Fragoso (1907–1978), Diplomat
- Josué de Castro (1908–1973), Arzt, Schriftsteller und bedeutender Kämpfer gegen den Welthunger
- Mário Filho (1908–1966), Sportjournalist und Schriftsteller
- Nelson Rodrigues (1912–1980), Schriftsteller und Journalist
- João José da Mota e Albuquerque (1913–1987), römisch-katholischer Geistlicher, Erzbischof von São Luís do Maranhão
- Mário Schenberg (1914–1990), theoretischer Physiker, Kunstkritiker und Schriftsteller
- José Leite Lopes (1918–2006), Theoretischer Physiker
- João Cabral de Melo Neto (1920–1999), Lyriker und Diplomat
- Norberto Odebrecht (1920–2014), Gründer und Namensgeber der Odebrecht
- Paulo Freire (1921–1997), als Theoretiker wie Praktiker einflussreicher Pädagoge
- Joayrton Martins Cahú (* 1922), Diplomat
- Leopoldo Nachbin (1922–1993), Mathematiker
- Ademir de Menezes (1922–1996), Fußballspieler
- Edvaldo Gonçalves Amaral SDB (* 1927), römisch-katholischer Ordensgeistlicher und Alterzbischof von Maceió
- Bezerra da Silva (1927–2005), Liedermacher
- Marcelo Pinto Carvalheira (1928–2017), römisch-katholischer Ordensgeistlicher, Erzbischof von Paraíba
- Paulo Ribenboim (* 1928), Mathematiker
- Geraldo Holanda Cavalcanti (* 1929), Schriftsteller, Übersetzer und Diplomat
- Géo Carvalho (1932–1986), Fußballspieler
- Walter Wanderley (1932–1986), Jazzmusiker
- Vamireh Chacon (* 1934), Politikwissenschaftler, Forscher und Hochschullehrer
- Vavá (1934–2002), Fußballspieler
- Zequinha (1934–2009), Fußballspieler
- João Augusto de Médicis (1936–2004), Diplomat
- Evaldo Cabral de Mello (* 1936), Historiker, Diplomat und Autor
- Manga (1937–2025), Fußballtorhüter
- Francisco Moacyr (1937–2020), Fußballspieler
- Willy Oliveira (* 1938), Komponist
- Marlos Nobre (1939–2024), Komponist
- Carlos Eduardo Cadoca (1940–2020), Politiker
- Marco Maciel (1940–2021), Politiker

### 1941 bis 1980
- Maximiano Campos (1941–1998), Schriftsteller und Journalist
- Vitória Alice Cleaver (* 1944), Diplomatin
- Fátima Quintas (* 1944), Anthropologin, Autorin und Cronista
- Naná Vasconcelos (1944–2016), Jazzmusiker
- Fernando José Monteiro Guimarães (* 1946), katholischer Ordensgeistlicher, Militärerzbischof
- Silvio Roberto de Oliveira (* 1946), Schriftsteller
- Paulo Antônio Pereira Pinto (* 1948), Diplomat
- Vicente André Gomes (1952–2020), Arzt und Politiker
- Antonio Meneses (1957–2024), Cellist
- Lenine (* 1959), Musiker und Songwriter
- Ricardo Rocha (* 1962), Fußballspieler und -trainer
- Zizinho (1962–2021), Fußballspieler
- Romero Britto (* 1963), Pop-Art-Künstler
- Marcelo Gomes (* 1963), Filmemacher
- Eduardo Campos (1965–2014), Ökonom und Politiker
- André Vital Félix da Silva (* 1965), Ordensgeistlicher, römisch-katholischer Bischof von Limoeiro do Norte
- Miguel Kertsman (* 1965), Komponist, Musiker (Keyboards) und Musikproduzent
- Luciana Santos (* 1965), Politikerin
- Yuri Daniel (* 1966), Jazzmusiker
- Eduardo Garrido (* 1967), Beachvolleyballspieler
- Kleber Mendonça Filho (* 1968), Filmregisseur und Drehbuchautor
- Bruno Araújo (* 1972), Rechtsanwalt und Politiker
- Alex Fernandes (* 1973), Fußballspieler
- Pavão (* 1974), Fußballspieler
- Ana Lúcia Menezes (1975–2021), Synchronsprecherin und Schauspielerin
- Juninho (* 1975), Fußballspieler
- Beto (* 1976), brasilianisch-portugiesischer Fußballspieler
- Karsten Mielke (* 1977), deutscher Film- und Fernsehschauspieler
- Marquinhos Paraná (* 1977), Fußballspieler
- Fabiana Cristine da Silva (* 1978), Langstreckenläuferin
- Carlinhos Bala (* 1979), Fußballspieler
- Lúcio (* 1979), Fußballspieler
- Sidney (* 1979), Fußballspieler
- Robyn Regehr (* 1980), Eishockeyspieler

### 1981 bis 2000
- Jaqueline Carvalho (* 1983), Volleyballspielerin
- Wagner Domingos (* 1983), Hammerwerfer
- Gabriel Mascaro (* 1983), Filmregisseur
- Aílton (* 1984), Fußballspieler
- Rebecca Da Costa (* 1984), Schauspielerin
- Wivian Gadelha de Souza (* 1984), Volleyballspielerin
- Domitila Barros (* 1985), deutsche Schönheitskönigin
- David Correy (* 1985), brasilianisch-US-amerikanischer R&B-Sänger
- Alex Diniz (* 1985), Radrennfahrer
- Hernanes (* 1985), Fußballspieler
- Leozinho (* 1985), Fußballspieler
- Danielle Lins (* 1985), Volleyballspielerin
- Itaro Santos (* 1985), Snookerspieler
- Bárbara (* 1988), Fußballspielerin
- Elizeu (* 1989), Fußballspieler
- Ibson Melo (* 1989), Fußballspieler
- Walter (* 1989), Fußballspieler
- Auremir (* 1991), Fußballspieler
- Amaro Freitas (* 1991), Jazzmusiker
- Etiene Medeiros (* 1991), Schwimmsportlerin und Olympiastarterin
- Rafinha (* 1992), Fußballspieler
- Anderson Lopes (* 1993), Fußballspieler
- Deborah Nunes (* 1993), Handballspielerin
- Diego Claudino da Silva (* 1993), Fußballspieler
- Duda (* 1995), Fußballspielerin
- Ayrton Montarroyos (* 1995), Sänger
- Juninho Barros (* 1996), Fußballspieler
- André Becker (* 1996), Fußballspieler
- Ewandro Costa (* 1996), Fußballspieler
- Raniel (* 1996), Fußballspieler
- Nino (* 1997), Fußballspieler
- Sarah Freitas (* 1998), Hochspringerin
- João Lucas Reis da Silva (* 2000), Tennisspieler